# Choque de gestão
O Choque de Gestão é uma política de governo proposta por Aécio Neves durante o seu mandato como governador do Estado brasileiro de Minas Gerais que visa, primariamente, a promoção do desenvolvimento mediante a reversão de quadros de déficits orçamentários (através, inclusive, num primeiro momento, da redução de despesas), da reorganização e modernização do aparato institucional do Estado e da busca e a implementação de novos modelos de gestão.

## Desenvolvimento
Aécio Neves assumiu o governo de Minas Gerais quando o estado contava com contas estourando os limites fixados pela Lei de Responsabilidade Fiscal para dívidas e gastos em funcionalismo. A saída encontrada foi conter despesa, tornar mais eficiente a arrecadação do ICMS, elevar as alíquotas do IPVA, introduzir um novo modelo de cobrança do imposto sobre doações e heranças, o aumento de algumas taxas como a Taxa de Fiscalização Judiciária, e a criação de outras, como a Taxa de Incêndio e Taxa de Licenciamento para Uso ou Ocupação da Faixa de Domínio das Rodovias. Com isso, a arrecadação subiu, e a dívida mineira caiu de 263% da receita para 189%
No âmbito do Choque de Gestão, medidas emergenciais foram tomadas, fundamentalmente de caráter estruturador e operacional, que visaram a redução imediata de custos e a efetivação de um novo desenho institucional mais moderno e dinâmico. As Secretarias de Estado, cujo número era de 21, foram reduzidas para 15, com a fusão de secretarias que possuíam interseções em suas atribuições. Especificamente, neste processo, ocorreram a fusão das funções de Planejamento e Coordenação Geral com as de Recursos Humanos e Administração, dando origem a Secretaria de Estado de Planejamento e Gestão (SEPLAG) e a um novo modelo que foi replicado nos diversos órgãos do Estado, consubstanciado na formação de uma base comum na estrutura meio, capaz de integrar planejamento, gestão e finanças à mesma unidade administrativa. Além disto, houve a concreta diminuição das despesas contratuais com locação, fornecimento de água, luz e telefone, além daquelas originadas da expressiva extinção de cargos comissionados (cerca de 20%).
A médio e longo prazo, o projeto contempla a gestão para obtenção de resultados baseados na qualidade e na produtividade, mediante critérios de incentivos que induzam o maior comprometimento dos atores responsáveis. Por outro lado, ele também prevê o investimento na capacitação do servidor público do Estado e a adoção de novos modelos de parcerias público-privadas que possibilitem a oferta de melhores serviços aos cidadãos.
A aplicação dos métodos utilizados no Choque de Gestão foi orientada pelo Instituto PUBLIX e INDG - Instituto de Desenvolvimento Gerencial, que ao longo de todo o trabalho orientaram os servidores envolvidos e entregaram sistemáticas de análise e acompanhamento.
Medida semelhante ao "choque de gestão" mineiro foi adotada no governo de São Paulo nas gestões de Mário Covas e Geraldo Alckmin, o que proporcionou ao estado uma grande retomada na sua capacidade de investimentos.

## Críticas
No entanto, há muitas críticas ao chamado choque de gestão de Aécio. O governo do PSDB entrega o estado com uma posição privilegiada no Índice de Desenvolvimento da Educação Básica (Ideb) com índice 6 do 1º ao 5º ano, mais alto do Brasil, e a mortalidade infantil diminuiu. Porém, o estado também apresenta problemas maiores do que no início da gestão. A violência aumentou, registrando 3.474 homicídios (18,5 crimes por 100 mil habitantes) no primeiro ano de Aécio para 4.163 (taxa de 20,1) em 2013. Os roubos e furtos também aumentaram de 54.202 (taxa de 266,3) em 2011 para 75.643 em 2013 (taxa de 365,8). As exportações quadriplicaram, com uma primarização da pauta de Minas Gerais. As exportações de minério de ferro que representavam 20% no primeiro ano de Aécio passaram a 48,1% em 2013. E para completar a dívida aumentou de R$ 37,23 bilhões para R$ 83,49 bilhões. O PIB também caiu em 0,1% no segundo trimestre de 2013 em relação ao mesmo período do ano anterior, e o estado de Minas Gerais não paga o piso salarial nacional para os professores, que não têm plano de carreira e cerca de 500 desistem de dar aulas no setor público por mês. Houve investimentos concentrados em 400 escolas de referência, quando há 5.000 escolas na rede estadual. 
Segundo Gilson Reis, vereador em Belo Horizonte pelo PCdoB, Aécio Neves conseguiu bons resultados eleitorais com base na propaganda e estrito controle dos meios de comunicação, com uma estrutura no governo que conta com mais de 30 jornalistas que tem como principal função o controle sobre a mídia local. 
O professor de economia da Unicamp Fabricio de Oliveira também tece diversas críticas ao político, detalhando como o governo usa fundos e empresas estatais para maquiar a situação do estado de Minas Gerais, que é preocupante. O estado contrai dívidas para manter as aparências.  Apesar de bons resultados em seu início, o Choque de Gestão tem se mostrado ineficiente a longo prazo. Em 2013, o endividamento do estado de Minas Gerais foi o segundo maior do país, fechando o ano com o equivalente a 183% da receita, enquanto a arrecadação tributária cresceu abaixo da média estadual. 